# Síndrome neurolèptica maligna
La síndrome neurolèptica maligna és un trastorn neurològic causat habitualment per una reacció adversa als neurolèptics o antipsicòtics. Presenta generalment rigidesa muscular, febre, inestabilitat autònoma i canvis cognitius com ara deliris. Generalment s'acompanya d'elevació de la CPK. La seua incidència ha disminuït des del seu descobriment (donat el canvi d'hàbits de prescripció), però encara és un perill potencial pels pacients tractats amb aquests fàrmacs. A causa de la seua impredictibilitat, no hi ha cap tractament establert, però generalment la retirada del fàrmac, amb el tractament de suport, porta a un resultat positiu.

## Signes i símptomes
Els primers símptomes que es desenvolupen són habitualment rampes musculars, febre, símptomes d'inestabilitat autònoma (com ara pressió sanguínia inestable), i canvis cognitius, que inclouen agitació, deliris i coma. A més, pot aparèixer tremolor. Una vegada que els símptomes apareixen, progressen ràpidament i poden assolir la seua màxima intensitat en només tres dies. Aquests símptomes poden durar entre 8 hores i 40 dies. Els símptomes musculars són causats probablement pel bloqueig dels receptors D₂, el que causa problemes als ganglis basals, d'una forma similar al que succeeix a la malaltia de Parkinson.
Es poden trobar un recompte elevat de leucòcits i CPK al plasma donada l'activitat muscular augmentada i rabdomiòlisi (destrucció de teixit muscular). El pacient pot patir crisi hipertensiva i acidosi metabòlica. Un alentiment no generalitzat de l'electroencefalograma apareix al voltant del 50% dels casos.
Es creu que la febre és deguda al bloqueig dels receptors de dopamina hipotalàmics. Els problemes perifèrics (com la leucocitosi i l'augment de CPK són causats pels antipsicòtics. Aquests causen un augment de l'alliberament de calci per perd del reticle sarcoplasmàtic de les cèl·lules musculars, que pot resultar en rigidesa i trencament cel·lular. No hi ha estudis d'importància que aportin una explicació per l'electroencefalograma anormal, però habitualment s'atribueix al fet que el bloqueig de la dopamina canvia les vies neuronals.
Desafortunadament, els símptomes sovint es malinterpreten com a part del trastorn mental, retardant-hi el tractament. La síndrome neurolèptica maligna és menys probable si una persona s'ha mantingut estable durant un cert període en tractament amb antipsicòtics, especialment en situacions on la dosi no s'ha hagut de modificar i no hi ha problemes de mal compliment o consum de substàncies psicoactives que empitjoren el quadre psicòtic.

### Repàs dels símptomes
- Augment de la temperatura corporal (>38 °C), o
- Confusió o alteracions de l'estat de consciència
- Diaforesi (sudoració profusa)
- Rigidesa muscular
- Inestabilitat autònoma

A vegades, s'utilitza la regla mnemotècnica FALTER per recordar els símptomes i signes principals:
- F – Febre
- A – Inestabilitat Autònoma
- L – Leucocitosi
- T – Tremolor
- E – Elevació de les CPK
- R – Rigidesa muscular

### Diagnòstic diferencial
Diferenciar aquesta patologia d'altres trastorns neurològics pot ser dificultós, donat que cal un judici expert per separar els seus símptomes dels d'altres patologies. Algunes de les patologies amb què la síndrome neurolèptica maligna es confon més freqüentment són: encefalitis, encefalopatia tòxica, estatus epilèptic, cop de calor i hipertèrmia maligna. Donada la relativa raresa de la síndrome, sovint es passa per alt i s'endarrereix el tractament. Drogues com ara la cocaïna i les amfetamines també poden produir efectes similars.
El diagnòstic diferencial és similar al de la hipertèrmia, incloent la síndrome serotoninèrgica. Alguns dels fets que es troben a la síndrome neurolèptica maligna i no a la síndrome serotoninèrgica són:
- Bradicinèsia
- Rigidesa muscular
- Alteracions de laboratori (leucocitosi i elevació de les CPK)

## Causes
La síndrome neurolèptica maligna és causada habitualment per l'ús de neurolèptics, tot i que un ventall molt ampli de fàrmac pot resultar en aquesta patologia. Hi ha estudis que mostren que els individus que han pres haloperidol i clorpromazina són els que tenen més risc, però també es pot trobar a pacients a pacients (per exemple, els que pateixen la malaltia de Parkinson) que prenen altres fàrmcas com ara la levodopa, si se'n redueix bruscament la dosi. A més, altres drogues que no són neurolèptics, però tenen activitat anti-dopaminèrgica, poden induir aquesta síndrome. N'és un exemple la metoclopramida. Fins i tot s'ha descrit amb drogues que no tenen activitat dopaminèrgica, com ara la reserpina o el liti.

### Factors de risc
Un dels factors de risc més clars al desenvolupament de la síndrome és el curs de la farmacoteràpia triada per tractar una malaltia. L'ús de neurolèptics d'alta potència, un increment ràpid en la seua dosi i l'ús de neurolèptics amb una vida mitjana llarga són factors que n'augmenten el risc. S'ha proposat que existeix un risc genètic, donat que s'ha descrit un cas de bessons idèntics i un d'una mare i dos de les seves filles que han desenvolupat la malaltia. Demogràficament, sembla que els homes, sobretot per sota dels 40 anys, tenen major risc de patir-la, però no és clar si aquesta associació es deu a un major ús de neurolèptics a aquesta població. It has also been suggested that postpartum women may be at a greater risk for NMS. Un factor de risc important n'és la demència de cossos de Lewy, donat que aquests pacients són extremadament sensibles als neurolèptics.

## Fisiopatologia
Es creu que el mecanisme fisiopatològic és una disminució dels nivells de dopamina degut a:
- Bloqueig dels receptors
- Funció reduïda genèticament del receptor de la dopamina D₂[17]

Això no obstant, la fallada del receptor D₂ no explica completament els símptomes i signes que es presenten, així com l'aparició de la patologia amb antipsicòtics atípics, que tenen una activitat D₂ molt menor. Això ha portat a la hipòtesi que la hiperactivitat simpàtico-adrenal podria ser-ne un mecanisme etiològic. L'alliberament de calci del reticle sarcoplasmàtic augmenta amb l'ús d'antipsicòtics. Això pot resultar en un augment de contractilitat muscular, el que pot tenir un paper en el trencament de les fibres musculars, la rigidesa, i la febre. Alguns antipsicòtics, com els coneguts com a "típics", bloquegen els receptors de dopamina, i també hi ha estudis que descriuen la síndrome al retirar medicació dopaminèrgica.
També es creu que hi ha una superposició considerable entre aquesta síndrome i la catatonia maligna, amb l'única diferència que aquesta no és causada per fàrmacs.

## Tractament
La síndrome neurolèptica maligna és una emergència mèdica, i pot portar a la mort si no es tracta. El primer pas és retirar la medicació causant i tractar la hipertèrmia de forma agressiva, com ara amb mantes refredants o gel. Molts casos requereixen l'ingrés a una Unitat de Cures Intensives per administrar suport ventilatori i circulatori. Alguns fàrmacs com ara la bromcriptina poden ser d'utilitat. L'apomorfina es pot utilitzar però no hi ha evidències sòlides de la seua utilitat. De vegades s'utilitzen benzodiazepines per a controlar l'agitació. Els nivells elevats de CPK poden danyar el ronyó i, per tant, cal una hidratació agressiva. Tot i això, es produeix la mort en un 10% dels pacients.

## Pronòstic
El pronòstic millora si s'identifica aviat i es tracta agressivament. En estos casos, la síndrome no sol ser letal. En estudis previs, s'ha trobat una mortalitat entre el 20 i el 38%, però en les últimes dues dècades la mortalitat ha disminuït per sota del 10% a causa del diagnòstic precoç i les millores en el maneig. La reintroducció del fàrmac que va causar la patologia pot causar una recurrència, tot i que en la majoria dels casos no és així. L'amnèsia n'és una seqüela habitual, i tot i que habitualment és temporal, en alguns casos pot convertir-se en persistent.

## Epidemiologia
Els estudis suggereixen que la incidència es troba sobre el 0.2%–3,23%. Això no obstant, l'augment de la preocupació per aquesta síndrome i l'augment de l'ús d'antipsicòtics atípics n'han reduït probablement la prevalença. A més, els homes joves en són particularment susceptibles, i el quocient homes:dones es creu que arriba fins a 2:1.

## Història
Els símptomes de la síndrome neurolèptica maligna ja es coneixien el 1956, poc després de la introducció de les primeres fenotiazines. Es va descriure com a tal per primera vegada el 1960, per metges francesos que estavben treballant en un estudi amb haloperidol. Van descriure aquest estat derivat de l'ús de l'haloperidol com a "syndrome malin des neuroleptiques".